# Dean Hargrove
Pour les articles homonymes, voir Hargrove.
Dean Hargrove est un auteur, créateur et producteur de séries télévisées américain, né le 27 juillet 1938 à Iola (Kansas), (États-Unis).

## Biographie
Il est le collaborateur du producteur Fred Silverman.

## Filmographie

### En tant que scénariste
- 1964 : Mes trois fils (My Three Sons) (série télévisée), épisode You're in My Power
- 1964 : Haute Tension (Kraft Suspense Theatre) (série télévisée), épisode The Wine-Dark Sea
- 1966 : One Spy Too Many de Joseph Sargent
- 1967 : Annie, agent très spécial (The Girl from U.N.C.L.E.) (série télévisée), épisode The Double-O-Nothing Affair
- 1967 : Les Rats du désert ou Commando du désert (The Rat Patrol) (série télévisée), épisode The Hour Glass Raid
- 1967 : Dundee and the Culhane (série télévisée), épisode The Dead Man's Brief
- 1965-1967 : Des agents très spéciaux (The Man from U.N.C.L.E.) (série télévisée), 11 épisodes
- 1968 : Opération vol (It Takes a Thief) (série télévisée), 3 épisodes
- 1968 : Espions en hélicoptère (The Helicopter Spies) de Boris Sagal
- 1968-1969 : Les Règles du jeu (The Name of the Game) (série télévisée), 4 épisodes
- 1971 : Un shérif à New York (McCloud) (série télévisée), épisode The Disposal Man
- 1971 : Columbo : Rançon pour un homme mort (Ransom for a Dead Man) (Pilote No2)
- 1972 : Cutter de Richard Irving (téléfilm)
- 1973 : Lady Luck de James Komack (téléfilm)
- 1973 : Columbo : Candidat au crime (Candidate for Crime) (Série TV)
- 1974 : Columbo : Au-delà de la folie (Mind over Mayhem) (Série TV)
- 1975 : The Big Rip-Off (téléfilm) également réalisateur
- 1975 : The Manchu Eagle Murder Caper Mystery
- 1976 : The Return of the World's Greatest Detective (téléfilm)
- 1985-1993 : Perry Mason (série télévisée)
- 1990 : Max Monroe (série télévisée), 3 épisodes Flashback, Part 1, Flashback, Part 2, Legacy
- 1987-1990 : La loi est la loi (Jake and the Fatman) (série télévisée), 37 épisodes
- 1989-1991 : Le Père Dowling (Father Dowling Mysteries) (série télévisée), 43 épisodes
- 1992 : Diagnostic : Meurtre (Diagnosis Murder) (téléfilm) de Christopher Hibler
- 1994 : Ray Alexander: A Menu for Murder (téléfilm) de Gary Nelson
- 1995 : Ray Alexander: A Taste for Justice (téléfilm) de Gary Nelson
- 1986-1995 : Matlock (série télévisée), 180 épisodes
- 1995 : Fast Company (téléfilm) de Gary Nelson
- 1996 : Diagnostic : Meurtre (ou Mort suspecte, Diagnosis Murder) (série télévisée), épisode An Explosive Murder
- 1997 : Qui a tué ma meilleure amie ? (Melanie Darrow) (téléfilm) de Gary Nelson
- 2000 : Tequila & Bonetti (série télévisée)
- 2001 : Um Crime Nobre de Walter Lima Jr.
- 2005 : Jane Doe: Vanishing Act (téléfilm) de James A. Contner
- 2005 : McBride: Murder Past Midnight (téléfilm) de Kevin Connor
- 2005 : Jane Doe: Now You See It, Now You Don't (téléfilm) de Armand Mastroianni (non crédité)
- 2005 : McBride: It's Murder, Madam (téléfilm) de Kevin Connor
- 2005 : Jane Doe: Til Death Do Us Part (téléfilm) de Armand Mastroianni
- 2005 : McBride: The Doctor Is Out... Really Out (téléfilm) de John Larroquette
- 2005 : Jane Doe: The Wrong Face (téléfilm) de Mark Griffiths
- 2005 : McBride: Tune in for Murder (téléfilm) de Stephen Bridgewater
- 2005 : McBride: Anybody Here Murder Marty? (téléfilm) de James A. Contner
- 2006 : L'ABC du meurtre: au cœur du scandale (Murder 101) (téléfilm) de Christian I. Nyby II
- 2006 : Jane Doe: Yes, I Remember It Well (téléfilm) de Armand Mastroianni
- 2006 : Miss détective - Le prix à payer (Jane Doe: The Harder They Fall) (téléfilm) de Lea Thompson
- 2006 : McBride: Fallen Idol (téléfilm) de John Larroquette
- 2007 : Murder 101: College Can Be Murder (téléfilm) de John Putch
- 2007 : Jane Doe: Ties That Bind (téléfilm) de James A. Contner
- 2007 : Jane Doe: How to Fire Your Boss (vidéofilm) de James A. Contner
- 2008 : Miss détective : Le prix à payer (ou Miss détective : Un mort en cavale, Jane Doe: Eye of the Beholder) (téléfilm) de Lea Thompson

### En tant que réalisateur
- 1975 : The Big Rip-Off (téléfilm)
- 1975 : The Manchu Eagle Murder Caper Mystery (en)
- 1976 : The Return of the World's Greatest Detective (téléfilm)
- 1979 : Chère détective (téléfilm)
- 2004 : Tap Heat